# St. Marien (Nürnberg-Fischbach)

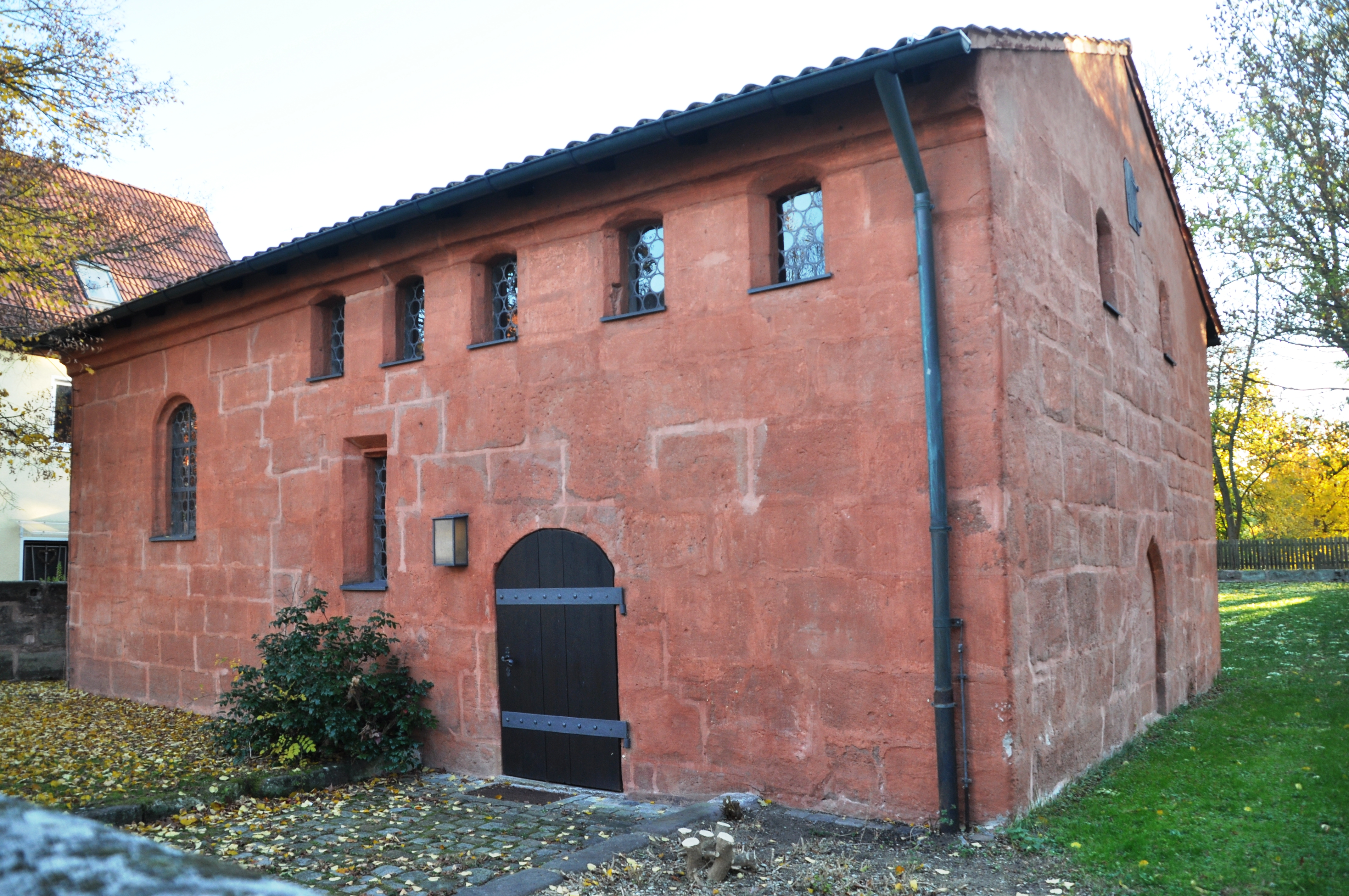
St. Marien (Nürnberg-Fischbach)

Die evangelische, denkmalgeschützte Kirche St. Marien steht in Fischbach bei Nürnberg, einer Gemarkung der kreisfreie Großstadt Nürnberg (Mittelfranken, Bayern). Das Bauwerk ist unter der Denkmalnummer D-5-64-000-463 als Baudenkmal in der Bayerischen Denkmalliste eingetragen. Die Pfarrkirche gehört zum Dekanat Nürnberg im Kirchenkreis Nürnberg der Evangelisch-Lutherischen Kirche in Bayern.

## Beschreibung
Die Saalkirche ist gegen Mitte des 14. Jahrhunderts gebaut worden. 1515 wurden im Glockenstuhl ihres Kirchturms Kirchenglocken aufgehängt. 1911 war die Kirche baufällig und der Kirchturm musste abgetragen werden. Nach den Zerstörungen im Zweiten Weltkrieg wurde die Kirche in alter Form wieder aufgebaut und am 8. September 1957 wieder eingeweiht. Das Langhaus und der Chor sind mit einem Satteldach gemeinsam bedeckt.
Der Innenraum des Chors ist mit einem Kreuzrippengewölbe überspannt, der des Langhauses mit einer Flachdecke. Zur Kirchenausstattung gehören ein Flügelaltar aus dem 15. Jahrhundert, der auf einer steinernen Mensa steht, und ein Sakramentshaus, das um 1500 gebaut wurde.